# Lucia di Lammermoor (opera)
Lucia di Lammermoor je opera v treh dejanjih Gaetana Donizettija. Libreto je po romanu škotskega pisatelja Walterja Scotta Lammermoorska nevesta napisal Salvatore Cammarano. Krstna uprizoritev je bila 26. septembra 1835 v gledališču Teatro San Carlo v Neaplju. Naslovno vlogo je interpretirala sopranistka Fanny Tacchinardi Persiani, ki jo je imel skladatelj v času pisanja opere v mislih, v vlogi Edgarda pa je nastopil francoski tenorist Gilbert Duprez.
Uspeh opere je bil veličasten, kmalu je postala del železnega repertoarja (leta 1841 so jo izvedli v New Yorku). Prva slovenska izvedba je bila 22. januarja 1907 v Ljubljani.
- Zanimivost: Donizetti je opero napisal v spomin na svojega deda Izetta, ki je bil škotskega rodu. Le-ta se je po prihodu v Italijo poročil z Italijanko in spremenil priimek.

## Osebe
- lord Enrico Ashton - bariton
- Lucia, njegova sestra - sopran
- sir Edgardo Ravenswood - tenor
- lord Arturo Buklaw - tenor
- Raimondo Bidebent, Lucijin vzgojitelj - bas
- Alisa, Lucijina družabnica - sopran
- Normanno, poveljnik grajske straže - tenor
- Vitezi in plemkinje, lovci, vojaki, paži, ljudstvo

## Vsebina
Dogajanje je postavljeno na škotski grad Ravenswood in v njegovo bližino leta 1700.

### Prvo dejanje
Normanno opazi neznanca, ki Alisi izroči pismo. Nemudoma skliče lovce in prebivalce gradu, naj neznaca ujamejo. Medtem Enrico v pogovoru z Raimondom razkrije, da sta njegov ugled in premoženje ogrožena zaradi političnih spletk. Reši ga lahko le sestrina poroka z vplivnim Arturjem Buklawom. Lucija pa o tej zvezi noče ničesar slišati. Normanno celo razkrije, da ljubi Edgarda, ki pa je Enricov smrtni sovražnik. Le-ta je zaradi tega silno razburjen. Kmalu zatem se vrnejo lovci in graščinski prebivalci, ki povedo, da so videli pod gradom jezditi Edgarda. Enrico v afektu priseže maščevanje.
Lucia z Aliso pride k studencu, kjer naj bi se sestala z Edgardom. Kraj srečanja je določil Edgardo v pismu. Lucijo je strah, saj se ji je pred časom pri studencu prikazala prikazen mrtve žene, voda pa se je spremenila v kri. Edgardo pride po slovo pred potovanjem v Francijo. Želi se celo pobotati z njenim bratom. Lucija mu svetuje, naj o njuni zvezi nikomur ničesar ne pove.
Edgardo terja od Lucije večno zvestobo, kar oba storita z izmenjavo ogrlic s križem in prstanoma. 

### Drugo dejanje
Enrico je nemiren, ker se zaveda, da se bo Lucija še naprej branila poroke z Artujem. Lucija se zvesto drži skrivne zaobljube, zato se brat in Normanno domislita ukane. Enrico pokaže Luciji ponarejeno pismo, v katerem piše, da Edgardo ljubi drugo. Lucija potrta privoli v poroko in s tem bi rešila brata iz zagate. 
Med podpisovanjem ženitne pogodbe vstopi Edgardo, ki se je med tem že vrnil s poti in prekolne nezvesto Lucijo in napove maščevanje vsej družini. 

### Tretje dejanje
Zgodi se poroka na gradu Ravenswood. Mladoporočenca Lucija in Arturo se umakneta v svoje prostore. Veselje prekine Raimondo, ki pove strašno novico. Lucija je zblaznela in umorila svojega ženina. Kmalu pride sama med goste. Sledi najbolj znan odlomek iz opere, prizor blaznosti. Gostom vzbuja sočutje, nato se v brezupu pred vsemi zabode z Edgardovim križem.
Do Edgarda pride novica, da je Lucija umrla. Na pokopališču se hoče vsaj v smrti združiti z njo in se še sam zabode v srce.

## Glasbeni primer
- sekstet Chi mi frena iz drugega dejanja